# Яблоновский мост (Краснодар)
Яблоновский мост — автомобильный 4-x полосный мост через реку Кубань, соединяющий город Краснодар и посёлок Яблоновский Республики Адыгея. Расположен на трассе Краснодар — Новороссийск (А146).

## История
9 мая 1887 года был открыт железнодорожный мост, соединяющий Екатеринодар и противоположный берег реки Кубань. Он являлся ключевым участком железнодорожной ветки к Чёрному морю. В это же время на левом берегу реки Кубань стали появляться первые хаты. В 1926 году был сооружён деревянный пешеходный мост, на месте которого находится современная железобетонная мостовая конструкция.
В 1942 году, во время Великой Отечественной войны, деревянный мост был взорван вместе с немецкими солдатами. После войны в 1950 году началось поспешное возведение автодорожного моста на месте разрушенного. Мост был открыт для движения в 1952 году. Новый мост имел 4 пролёта и по одной полосе движения в две стороны.
Его значение возросло после 1958 года, когда хутор Яблоновский стал посёлком городского типа и был присоединён к Адыгейской автономной области.
В конце 1980-х годов, в связи с возраставшей автомобильной нагрузкой на мост, планировалось строительство нового Яблоновского автомобильного моста, однако распад СССР и прекращение финансирования проекта не дало этому плану осуществиться.
В июле 2008 года движение большегрузных автомобилей по мосту было прекращено в связи с ухудшением состояния опор и их ремонтом.
В течение 2000—2010-х годов нагрузка на мост сильно возросла, так как по мосту проезжало 20 тысяч автомобилей в сутки, 15 в минуту. Эти показатели значительно превышают пропускную способность, на которую мост был рассчитан в 1950-х годах.
В 2018 году проводилась замена температурных швов, однако обветшавшие и устаревшие конструкции моста сделал его дальнейшую эксплуатацию опасной. В 2019 году было приостановлено движение грузового транспорта и автобусов по Яблоновскому мосту, движение для легковых автомобилей осуществлялось до частичного открытия нового моста.
В дальнейшем старый мост подлежит сносу, так как ремонту он не подлежит.

### Новый мост
Тогда же, в 2019 году, в проектно-изыскательной организации «Трансмост» началось проектирование нового 4-х полосного автомобильного моста, который должен был заменить собой старый Яблоновский мост. 
Пролётное строение стальное, неразрезное, комбинированной системы, с центральными пролётами в виде арок и включенной в совместную работу проезжей частью в виде коробчатых балок с ортотропной плитой. С точки зрения архитектуры, конструкция с одной плоскостью основного несущего элемента, в виде так называемой «хребтовой» арки, расположенной по оси трассы, представляет собой интересное решение, придающее сооружению индивидуальный облик.
- главный инженер пролётных строений организации «Трансмост» Валерий Мартынов.
В конце 2019 года, в 20 метрах от старого моста, началось строительство нового Яблоновского моста. Длина моста составила чуть более 1 км, он будет иметь по две полосы движения в каждом из направлений. По крайним сторонам моста предусмотрен тротуар шириной 3 метра и велосипедная дорожка. Примерная скорость автомобильного движения по мосту составит 80 км/ч. 17 июня 2023 года открыто движение по одной стороне моста (две полосы движения). Сдача моста была изначально запланирована на 2024 год, но изменение схемы финансирования позволило увеличить темп работ. В итоге полное открытие нового Яблоновского моста состоялось 1 ноября 2023 года.

### События и происшествия
9 октября 2008 года с краснодарской стороны моста был обстрелян пост ГАИ (ныне снесённый). В результате нападения был убит один из сотрудников госавтоинспекции.

## Транспорт
Мост является продолжением краснодарской улицы Захарова. Возле въезда на мост расположен автовокзал «Южный» города Краснодара. У моста расположены конечные пункты троллейбуса № 10, автобуса № 9 и трамвая № 2, 4, а также стоянка и конечная точка маршрута маршрутных такси г. Краснодара.